# バルト・ホール
バルト・ホール（Bart Goor, 1973年4月9日 - ）は、ベルギー・リンブルフ州ネールペルト出身の元同国代表サッカー選手。現役時代のポジションはMF（左サイドハーフ、左ウィング）。

## 経歴

### クラブ

#### ベルギー
フェルブローデリンク・ヘール
1991年にKFCフェルブローデリンク・ヘールの下部組織から同クラブのトップチームへ昇格してプロキャリアを開始し、ミッドフィールダーとして6年間のリーグ戦で142試合27得点を記録した。
ヘンク
ヘールでの活躍からKRCヘンクの目に留まり、1996年に移籍500万フランで契約する。最初にして唯一のシーズンでは、ミッドフィルダーとしては驚異の平均で2試合1得点以上のペースで得点を量産し、非常に成功を収めた。
アンデルレヒト
ヘンクでの活躍から当然のように注目された結果、僅か1シーズン後に名門RSCアンデルレヒトと移籍金5500万フランで契約 し、1997年8月12日にウクライナ・プレミアリーグのFCヴォルスクラ・ポルタヴァとのUEFAカップ1997-98予選2回戦 (2-0) で初出場を飾る と、それから1ヶ月後の9月16日のSVアウストリア・ザルツブルク戦 (4-3) で初得点を挙げる。リーグ戦では加入1季目ながら主力として32試合に出場し、ヘンク時代に比較すると減少したとはいえ、それでもミッドフィルダーの選手ながら8得点を挙げる得点力を見せつけた。
同1997-98シーズンから退団する2000-01シーズンまでの間にリーグ戦を含め公式戦全てでレギュラーとしてプレーしたホールは、最終年で特に顕著であった。UEFAチャンピオンズリーグ 2000-01では、マンチェスター・ユナイテッドFC、レアル・マドリード、SSラツィオといった欧州の名だたる競合相手に番狂わせを演じ、特にマドリー戦 (2-0) では得点を挙げる活躍を見せる と、国内リーグ戦の10得点を含めて自己最多の12得点を挙げたことが国外移籍へと繋がった。

#### 国外
ヘルタ・ベルリン
アンデルレヒトでの活躍から2001年4月にドイツ1部のヘルタ・ベルリンから移籍金2億1千万フランのオファーがされる。このオファーはアンデルレヒトに一旦拒否されたが、最終的に4月25日に移籍金2億5千万フランで5年契約を締結した。ヘルタ・ベルリンでは、DFLリーガポカールで全試合に出場して優勝に貢献 し、リーグ戦では、2002年3月10日のハンブルガーSV戦 (6-0) で4得点1アシストする 活躍を見せる等、最初の2季こそチームと共に順調だったものの、3季目の2003-04シーズンは自身の腓骨骨折に加え、度々降格の危機に晒されたことでサッカー選手としての発展に陰りが見えたと感じ、また、常にタイトル争いに絡むチームでのプレーを望み移籍を模索することとなった。
フェイエノールト
ヘルタ・ベルリンとは2005年半ばまで契約下にあったものの、2004年7月2日にオランダ1部のフェイエノールトと2年契約を締結する。フェイエノールトでは、主将を務めてサロモン・カルー、ディルク・カイトと共に攻撃を牽引し、チームは当初こそ好調だったものの、終盤戦になると調子を落としたことでAZアルクマールに3強の牙城を崩されて4位で2004-05シーズンを終えた。その結果に失望したホールは、シーズン終了後に退団を仄めかしており、残留をさせたいクラブ側と会談を持った際にはホール側は補強の必要性を唱え、クラブ側はティミー・シモンスの獲得を約束していたが、金銭的な理由に撤退した。これに対してクラブが真剣に取り組んでいないと感じ、インタビューにて改めて退団の意思表示を伝える も、クラブ側は依然として手放す気のなかったためになかなか決着が付かずにいた。最終的に古巣のアンデルレヒトが獲得を打診し、ティモシー・デライク (en) の譲渡を含めた交渉の末に解決となった。

#### ベルギーへ復帰
アンデルレヒト
2005年7月9日に古巣アンデルレヒトと3年契約を締結して復帰を果たす。加入2度目となっアンデルレヒトでも再びレギュラーとしてプレーし、2006年には引退したパル・ゼッターベリの後を引き継いで2006-07シーズンから主将を務めることとなり、翌2007-08シーズンは、代表での活動やふくらはぎの負傷によって1ヶ月離脱する 場面が見られていたものの、最終的に先発の座を守ってリーグ戦30試合中20試合に出場し、2008年6月3日には契約を1年延長した。しかし、翌2008-09シーズンは出場機会が大幅に減少したことに伴い副主将のオリヴィエ・デシャハトに正式に主将の座を譲ることになる等、チームへの影響力が低下した末に多くの出場機会の確保を望んだことで退団を決意 し、2008年12月19日のKRCヘンク戦が最後の試合となった アンデルレヒトでは、1度目の滞在時も含めてクラブのためにリーグ戦のタイトル獲得に4度貢献した。
キャリア晩年
2008年12月5日にKFCジェルミナル・ベールスホットと2009年1月からの1年半契約を締結する。
その後、降格の危機にあるKVCヴェステルローを救うため、2011年11月25日にベールスホットと契約解除をしてヴェステローに合流した。最終的にウェステローの2部降格を防ぐことは出来なかったが、翌2012-13シーズンもチームに残留して2部の舞台を戦った。
40歳になっても現役続行を決意したホールは、2013年7月7日に同2部のKFCデッセル・スポルトと1年契約を締結した。
2014年6月、現役生活に終止符を打つことを発表した。

### 代表
1999年2月3日にキプロス戦でベルギー代表初出場を飾り、同年9月4日のオランダ戦 (5-5) で初得点を挙げる。オランダと共催となったUEFA EURO 2000では、スウェーデンとの開幕戦で先制点を挙げて勝利に貢献した ものの、続くイタリアとトルコに敗れたことでグループリーグ敗退の失望に終わった。2002 FIFAワールドカップ・ヨーロッパ予選のサンマリノ戦で2得点を挙げてベルギー代表史上最大差勝利試合に関与する などで予選突破に貢献し、本大会ではベスト16までの全4試合に90分フル出場した。

## 代表歴

### 出場大会
- ベルギー代表
  - 2002 FIFAワールドカップ

### 試合数
- 国際Aマッチ 78試合 13得点（1999年-2008年）[24]

| ベルギー代表 | 国際Aマッチ | 国際Aマッチ |
| 年           | 出場        | 得点        |
| ------------ | ----------- | ----------- |
| 1999         | 12          | 2           |
| 2000         | 10          | 1           |
| 2001         | 10          | 4           |
| 2002         | 14          | 3           |
| 2003         | 8           | 2           |
| 2004         | 5           | 1           |
| 2005         | 3           | 0           |
| 2006         | 9           | 0           |
| 2007         | 6           | 0           |
| 2008         | 1           | 0           |
| 通算         | 78          | 13          |

## タイトル

### クラブ
RSCアンデルレヒト
- ジュピラー・リーグ : 1999-2000, 2000-01, 2005-06, 2006-07
- ベルギーカップ : 2007-08
- ベルギー・スーパーカップ : 2000, 2006, 2007

ヘルタ・ベルリン
- DFLリーガポカール : 2001-02